# 나쁜 녀석들 (2014년 영화)
《나쁜 녀석들》(영어: Son of a Gun)는 2014년 공개된 오스트레일리아의 영화이다.

## 출연

### 주연
- 이완 맥그리거
- 브렌튼 스웨이츠
- 알리시아 비칸데르

### 조연
- 매트 네이블
- 데이몬 헤리맨
- 내쉬 에저튼
- 야첵 코먼
- 톰 버지
- 에디 바루
- 제시 맥긴
- 이삭 머니
- 믹 이니스
- 러셀 키펠
- 이안 헨더슨

## 기타
- 공동제작: 제이넬 랜더스
- 조감독: 크리스 웹
- 사운드슈퍼바이저: 윌리엄 워드
- 특수효과: 피터 스텁스
- 시각효과: 마크 홀맨 해리스
- 의상: 테리 라메라
- 배역: 닉키 바렛
- 프로덕션매니저: 해미쉬 맥레오드